# Sukat
Das Sukat war ein Volumenmaß (Frucht- und Flüssigkeitsmaß) in Natal (Stadt auf der Insel Sumatra in Indonesien).
- 1 Sukat = 332,82 Pariser Kubikzoll[1] = 1/10 Tub = 12 Packhas/Pakkhas = 6,602 Liter[2]
- 1 Sukat = 6 4/5 Liter = 6,802 Liter[3]